# Rakowiec (rejon pustomycki)
Rakowiec – wieś na Ukrainie w rejonie lwowskim (wcześniej w rejonie pustomyckim) należącym do obwodu lwowskiego. 
W 1466 r. wieś należała do Piotra z Czesybiesów. W 1598 r. kolejny właściciel, Mikołaj Narajowski, miecznik lwowski, ufundował tu kościół. W 1623 r. Elżbieta z Leśniowskich Humnicka część wsi przekazała na uposażenie klasztoru jezuitów i klasztory benedyktynek we Lwowie, co było powodem ustawicznych sporów między zakonami. Na przełomie XIX i XX wieku właścicielami pozostałych części wsi byli m.in. Alfred Potocki, Roman Potocki i Dawid Abrahamowicz.  
W okresie międzywojennym wieś należała do gminy Krasów w powiecie lwowskim w województwie lwowskim. W 1921 r. liczyła 113 zagród i 676 mieszkańców, w tym 415 Polaków i 261 Rusinów (Ukraińców). We wsi znajdowały się kościół rzymskokatolicki i cerkiew greckokatolicka oraz dwa cmentarze. 26 marca 1944 r., w czasie niedzielnej mszy św. nacjonaliści ukraińscy z UPA okrążył miejscowy kościół. Zabił sześciu Polaków, a 96 wiernych, głównie kobiety i dzieci, uprowadzili do lasu. Jednak miejscowy sołtys, Ukrainiec o nazwisku Ptasznik, i greckokatolicki ksiądz z sąsiedniej wsi Polany, o nazwisku Bereziuk, uprosili u napastników darowanie im życia w zamian za okup. 
Urodził się tu Karol Roman Zagórski – pułkownik piechoty Wojska Polskiego, kawaler Orderu Virtuti Militari, ofiara zbrodni katyńskiej.

## Położenie
Na podstawie Słownika geograficznego Królestwa Polskiego i innych krajów słowiańskich: Rakowiec to wieś w powiecie lwowskim, 22 km na południe od Lwowa, 12 km od sądu i stacji kolejowej w Szczercu.

## Kościół parafialny w Rakowcu
Wzniesiony  pw. Św. Walentego w latach 1822 - 1856. Murowany, z wolnostojącą dzwonnicą, również murowaną. Jest czwartym kościołem w tym miejscu, trzy poprzednie, drewniane, uległy pożarom. W 1856 r. konsekrowany, w 1880 r. częściowo spalony, ale w latach następnych odbudowany. W 1893 r. w niszy górnej części frontonu umieszczono gipsową figurę Matki Bożej Niepokalanej Poczetej. W 1946 r., po ekspatriacji Polaków, zamknięty. Większość wyposażenia uległa spaleniu. Do 1980 r. wykorzystywany jako magazyn. Ocalały dwa obrazy, jeden św. Walentego, pędzla Ottona E. Borzemskiego, drugi św. Józefa, pędzla Władysława Rossowskiego. Przeniesione je do miejscowej cerkwi greckokatolickiej.Obecnie opuszczony i zrujnowany. W 2013 r. zawalił się dach.